# Jiří Adámek
Jiří Adámek (* 24. srpna 1939) je český historik, politik strany Moravané, bývalý československý politik a poslanec Sněmovny lidu Federálního shromáždění za HSD-SMS po sametové revoluci počátkem 90. let.

## Biografie
Po volbách roku 1990 zasedl za HSD-SMS do Sněmovny lidu (volební obvod Jihomoravský kraj). Mandát nabyl až dodatečně jako náhradník v září 1991 poté, co zemřel poslanec Boleslav Bárta. Ve Federálním shromáždění setrval do voleb roku 1992.
V komunálních volbách roku 2002 neúspěšně kandidoval do zastupitelstva městské části Brno-Řečkovice a Mokrá Hora za HSD-SMS (uváděn jako archivář). Opětovně se o zvolení do tamního zastupitelstva neúspěšně pokoušel v komunálních volbách roku 2006 (nyní za stranu Moravané, uváděn jako historik).
V parlamentních volbách v roce 2010 kandidoval za stranu Moravané, ale strana nezískala parlamentní zastoupení. Uváděn je jako historik, bytem Brno.
Zasedá ve výkonném výboru Moravského národního kongresu.